# EP 2002
EP 2002 är den italienska italo disco-duon Righeiras första EP, utgiven 2002 via skivbolaget S.A.I.F.A.M. Classics.

## Låtlista
| Nr           | Titel                                       | Längd |
| ------------ | ------------------------------------------- | ----- |
| 1.           | "Vamos a la playa (Original Version)"       | 3:40  |
| 2.           | "Vamos a la playa (Karaoke Version)"        | 3:40  |
| 3.           | "No Tengo Dinero (Original Version)"        | 3:25  |
| 4.           | "No Tengo Dinero (Karaoke Version)"         | 3:25  |
| 5.           | "L'estate sta finendo (Original Version)"   | 4:00  |
| 6.           | "L'estate sta finendo (Karaoke Version)"    | 4:00  |
| 7.           | "Vamos a la playa (Dance Movement Remix)"   | 4:34  |
| 8.           | "Vamos a la playa (Factory Team Happy Mix)" | 5:15  |
| Total längd: | Total längd:                                | 31:59 |